# Mari Emmanuel
Mari Emmanuel (Emmanuel Shlimon) – Mar, duchowny przedefeskiego Starożytnego Kościoła Wschodu (frakcji starokalendarzowej), od 2014 biskup Australii. Jest nazywany „Biskupem z TikToka” (ang. „The TikTok Bishop”), przez swoją popularność w mediach społecznościowych.

## Życiorys
Święcenia kapłańskie przyjął 26 lipca 2009. Sakrę biskupią otrzymał w 2011. Przyjął wówczas imię episkopalne "Mari Emmanuel", po św. Mari. 25 sierpnia 2014 został suspendowany przez patriarchę Addaja II, zapewne ze względu na nieskonsultowane z władzami kościelnymi działania oraz silnie ekumeniczne poglądy. Obecnie jest biskupem Australii w starokalendarzowym synodzie Starożytnego Kościoła Wschodu.
15 kwietnia 2024 podczas nabożeństwa w Sydney, Mari Emmanuel został kilkukrotnie dźgnięty ostrym narzędziem. Atak przeprowadził 16-letni muzułmanin, a jego celem było zabicie biskupa, ponieważ nie zgadzał się z jego chrześcijańskimi poglądami. Podczas gdy biskup krwawił położył rękę na człowieku, który go dźgnął i powiedział: „Niech Pan Jezus Chrystus cię zbawi”. Akt został uznany za atak terrorystyczny.